# Czarna suknia (film 1967)
Czarna suknia – polski film psychologiczny z 1967 roku, powstał dla telewizji na podstawie opowiadania Stanisława Wygodzkiego.

## Opis
W czasie II wojny światowej Jerzy Orłowski zostaje zabity przez Niemców, gdzieś na południu Francji, jego żonę Joannę (Aleksandra Śląska) aresztują i wywożą do obozu. Po zakończeniu wojny kobieta wraca do Polski. Dowiaduje się, że matka męża, Karola Orłowska (Ida Kamińska) żyje i czeka na ich powrót. Dziewczyna nie jest w stanie powiedzieć jej prawdy. Wikła się w sieć kłamstw nie mogąc wyjawić starszej kobiecie prawdy.  

## Obsada
- Ida Kamińska – Karola Orłowska
- Aleksandra Śląska – Joanna Orłowska
- Maria Broniewska – wdowa
- Ewa Milde – telefonistka
- Andrzej May – Jerzy Orłowski
- Andrzej Jędrzejewski
- Tadeusz Osiński
- Bohdan Sobiesiak
- Henryk Szletyński